# Schiffssetzung von Alvared
Die Schiffssetzung von Alvared liegt in Åsarp, einem Ortsteil von Falköping in der Provinz Västergötland in Schweden, auf einem Moränenzug, in der Nähe einer alten Furt über den Fluss Ätran, wo sich seit 1642 eine Brücke befindet. Alvareds Ost-West orientierte Schiffssetzung (schwedisch skeppssättning) stammt wahrscheinlich aus der Eisenzeit (500 v. Chr. – 650 n. Chr.). Sie misst etwa zehn mal fünf Meter. Schiffssetzungen dieser Art sind in Dänemark, Norwegen und Schweden anzutreffen, in Deutschland nur im Alten Lager bei Menzlin. 
Schwedische Schiffssetzungen sind bis zu 67 m lange Steinsetzungen in der Form eines Schiffes. Sie markieren zumeist Gräber, haben aber auch rituelle Bedeutung. Viele datieren in die jüngere Eisenzeit, die Vendel (650–800 n. Chr.) und die Wikingerzeit (800–1050 n. Chr.). 
Nach lokaler Überlieferung lag hier die befestigte Stadt – Älver. Älfers südliche und nördliche Stadttore sind noch vorhanden bei Frugården bzw. Raka backe. Älvers Blütezeit soll in der Vendelzeit gewesen sein, es wurde aber niedergebrannt. Das Dorf Alvared ist reich an Gräbern aus der Eisenzeit, was chronologisch mit der Sage von der Stadt Älver übereinstimmt.